# Vrbanja (Bugojno, BiH)
Vrbanja je naseljeno mjesto u općini Bugojno, Federacija Bosne i Hercegovine, BiH.

## Povijest
Vrbanja je bila jedno od ključnih točaka u hrvatsko-bošnjačkom sukobu na području općine Bugojno. Na punktu u Vrbanji 10. srpnja 1993. pripadnici Armije BiH zaustavljaju vozilo u kojemu su bili vojnici HVO-a i bez ikakva obrazloženja na njih otvaraju vatru. U toj pucnjavi ubijena su tri vojnika HVO-a. Jedan od mudžahedina poslije pucnjave na vojnike HVO-a kleknuo je u lokvu krvi ubijenih i obrednom se zahvalom klanjao. 17. srpnja 1993. hrvatski civil ubijen je dok se vozio u civilnom odijelu, u kratkim hlačama i bez ikakva naoružanja kroz Vrbanju.
Srpnja 1993. ubile su muslimansko-bošnjačke postrojbe u Vrbanji četvero Hrvata. To su: Fanika (Jozo) Harambašić (r. 1917.), Miro Telenta, Mijo Vučak i Mario (Josip) Zrno (r. 1967.).
Dana 17. srpnja u Vrbanji i okolnim selima propadnici HVO-a čini pokolj nad 45 civila Bošnjaka. Dan kasnije počinje opći napad Armije BiH na HVO Bugojno i bugojanske Hrvate.

## Stanovništvo

### Popisi 1971. – 1991.
| Vrbanja            |              |              |              |
| godina popisa      | 1991.        | 1981.        | 1971.        |
| Muslimani          | 394 (61,27%) | 463 (46,39%) | 139 (32,78%) |
| Hrvati             | 241 (37,48%) | 517 (51,80%) | 285 (67,21%) |
| Srbi               | 3 (0,46%)    | 1 (0,10%)    | 0            |
| Jugoslaveni        | 3 (0,46%)    | 16 (1,60%)   | 0            |
| ostali i nepoznato | 2 (0,31%)    | 1 (0,10%)    | 0            |
| ukupno             | 643          | 998          | 424          |

### Popis 2013.
| Vrbanja            |              |
| godina popisa      | 2013.        |
| Bošnjaci           | 371 (74,80%) |
| Hrvati             | 120 (24,19%) |
| Srbi               | 0            |
| ostali i nepoznato | 5 (1,01%)    |
| ukupno             | 496          |